# Воздушный Шар (созвездие)

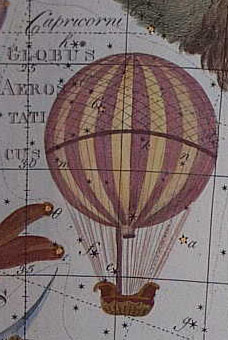
Воздушный Шар в звёздном атласе

Возду́шный Шар (лат. Globus Aerostaticus) — созвездие южного полушария неба, ныне отменённое. Было предложено Лаландом в 1798 году в честь братьев Монгольфье. Впервые опубликовано в 1801 году. Находилось между созвездиями Южная Рыба, Козерог и Микроскоп, восточнее Микроскопа. Состояло из слабых звёзд, популярностью у астрономов не пользовалось и было быстро забыто.